# Прењана Миланезе
Прењана Миланезе (итал. Pregnana Milanese) је насеље у Италији у округу Милано, региону Ломбардија.
Према процени из 2011. у насељу је живело 6736 становника. Насеље се налази на надморској висини од 153 м.

## Становништво
Према резултатима пописа становништва 2011. у општини је живело 6.867 становника.
| 1931. | 1936. | 1951. | 1961. | 1971. | 1981. | 1991. | 2001. | 2011. |
| ----- | ----- | ----- | ----- | ----- | ----- | ----- | ----- | ----- |
| 2.075 | 2.106 | 2.440 | 2.924 | 4.032 | 5.438 | 5.835 | 5.985 | 6.867 |